# Hydrozimtaldehyd
Hydrozimtaldehyd ist eine chemische Verbindung, die als Duftstoff und als Ausgangsstoff zur Synthese von anderen Duftstoffen sowie Arzneimitteln verwendet wird. Ihr Geruch hat Ähnlichkeit mit dem von Hyazinthen.

## Vorkommen und Darstellung

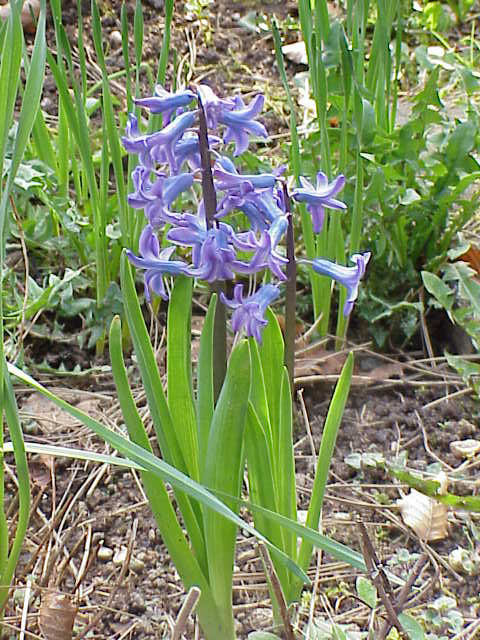
Gartenhyazinthe (Hyacinthus orientalis)

Hydrozimtaldehyd kommt natürlich in Zimt, Hyazinthen und Flieder vor. Synthetisch wird Hydrozimtaldehyd durch Hydrierung von Zimtaldehyd gewonnen.

## Eigenschaften
Hydrozimtaldehyd ist eine luftempfindliche, farblose bis gelbliche Flüssigkeit.
Der Flammpunkt liegt bei 90 °C, die Zündtemperatur bei 245 °C.